# Giovanni Verga
Pour les articles homonymes, voir Verga.
Œuvres principales
Les Malavoglia, Maitre Don Gesualdo
Giovanni Verga, né le 2 septembre 1840 à Catane (royaume des Deux-Siciles) et mort dans la même ville, le 27 janvier 1922, est un écrivain italien et le principal représentant du vérisme.

## Biographie
D'une famille aisée et cultivée, d'origine aristocratique, il est éduqué dans une atmosphère ouverte aux idées nouvelles. Il entame des études de droit menées sans grande conviction puis est enrôlé dans la Garde nationale pour mater les troubles agraires suscités par le mouvement garibaldien. 
Il se met à écrire des romans historiques et patriotiques. I Carbonari della montagna, Sulle lagune.
I carbonari della montagna (1861-1862) est un roman historique qui dépeint les carbonari de Calabre luttant contre le despotisme napoléonien et son représentant Murat, fait roi de Naples.
En 1869, il quitte Catane pour le nord et s'installe à Florence, alors capitale du royaume d'Italie. Là, il fréquente écrivains et salons littéraires, il rencontre entre autres Emilio Praga, Federico De Roberto, Camillo et Arrigo Boito. Une passion malheureuse le détourne du mariage, et il se met à travailler à deux romans. Storia di una capinera paraît en 1871 sans rencontrer un grand succès. 
En 1872 il quitte Florence pour s'établir à Milan tout en faisant des séjours réguliers en Sicile. Il découvre Flaubert et le naturalisme français, ce qui bouleverse sa conception de la littérature.
Son roman Eva paraît en 1873. Le succès est grand, mais il est accusé d'immoralité. 
En 1878 il entreprend un projet ambitieux de cycle romanesque, I Vinti (Les Vaincus). Mais des cinq volumes prévus il n'écrira finalement que deux: I Malavoglia  en 1881, et Mastro don Gesualdo  en 1889. 
En 1882 il rencontre Émile Zola au cours d'un voyage en France. 
Il publie également plusieurs nouvelles Vita dei campi (1880), Novelle rusticane (1883), et pièces de théâtre dont Cavalleria  Rusticana  et La Lupa. 
Il se retire définitivement à Catane en 1893 où il meurt en 1922.
En juillet 2013, la police italienne retrouve 36 manuscrits, ainsi que des lettres et dessins, disparus depuis les années 1930.

## Regards sur l’œuvre
L'intérêt de Giovanni Verga est centré sur les «vinti dalla vita» (« les vaincus de la vie »). L'écrivain adhère moralement au courage viril avec lequel les humbles affrontent la vie.
Verga énonce ainsi « l'ideale dell'ostrica » (« l'idéal de l'huître »), l'attachement au lieu de naissance, aux anciennes coutumes, la résignation à la dureté d'une vie parfois inhumaine, la conscience, enracinée en chacun, que cette société fermée, archaïque, souvent bornée, est la seule défense contre les nouveautés venues de l'extérieur et que l'on n'est pas préparé à accepter, l'obstination à résister aux obstacles malgré tout, la fidélité à  des sentiments simples et à des valeurs anciennes, une conception rigide des hiérarchies familiales, un sentiment archaïque de l'honneur, la constatation que celui qui renonce à tout cela est destiné à succomber, puisque le progrès ronge ceux qu'il attire, s'ils ne sont pas prêts à le vivre.
Cette vision virile est pessimiste et tragique, parce que Verga, de manière positiviste, ne croit pas en la Providence et Dieu est absent de ses livres, mais il ne croit pas non plus en un avenir meilleur à conquérir sur terre par la force des hommes.
La découverte de l'humanité du bas peuple et l'analyse des aspects négatifs du progrès poussent Verga à considérer le présent et l'avenir avec un pessimisme qui le porte à la critique de la société bourgeoise, mais aussi au renoncement démoralisé à toute tentative de lutte.

## Adaptations et influence
- L'opéra Cavalleria Rusticana inspiré de l'une de ses nouvelles et composé par Pietro Mascagni, a contribué à la diffusion et à la popularité du vérisme.
- Luchino Visconti a tourné le film « La Terre tremble », inspiré du roman I Malavoglia (Les Malavoglia), non crédité au générique.
- La Louve de Calabre (1953) d'Alberto Lattuada
- La lupa (1996) de Gabriele Lavia

### Galerie

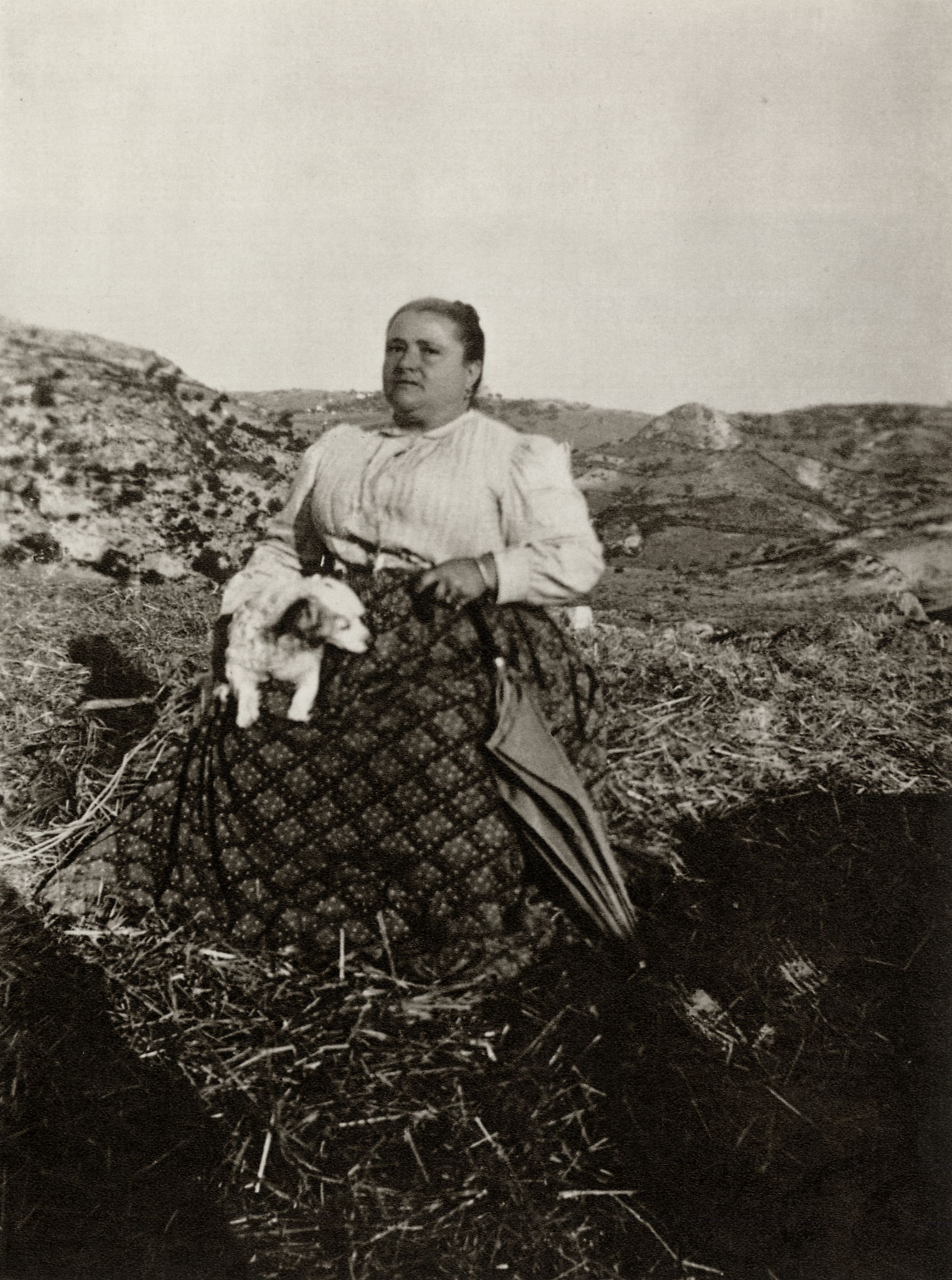
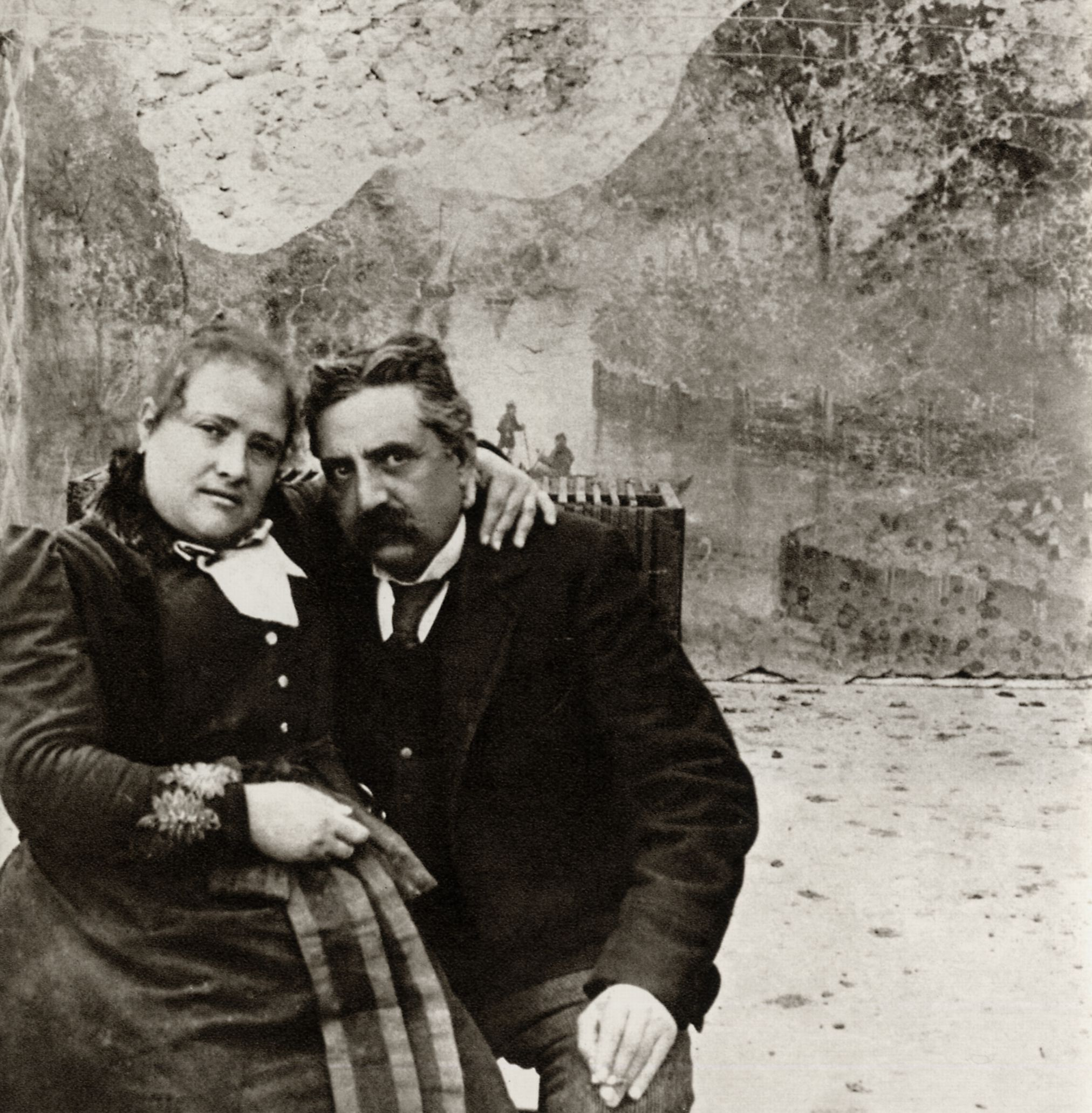
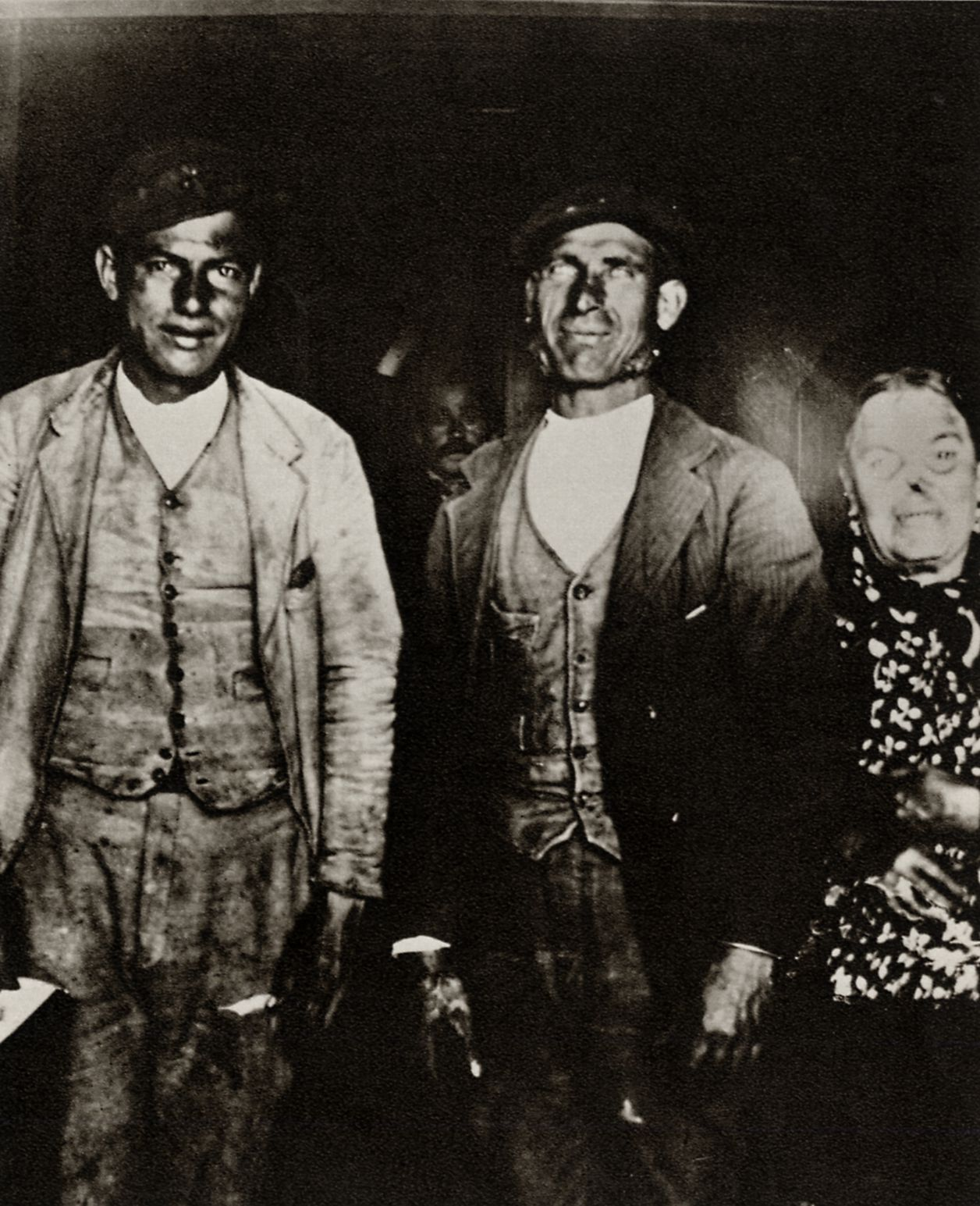
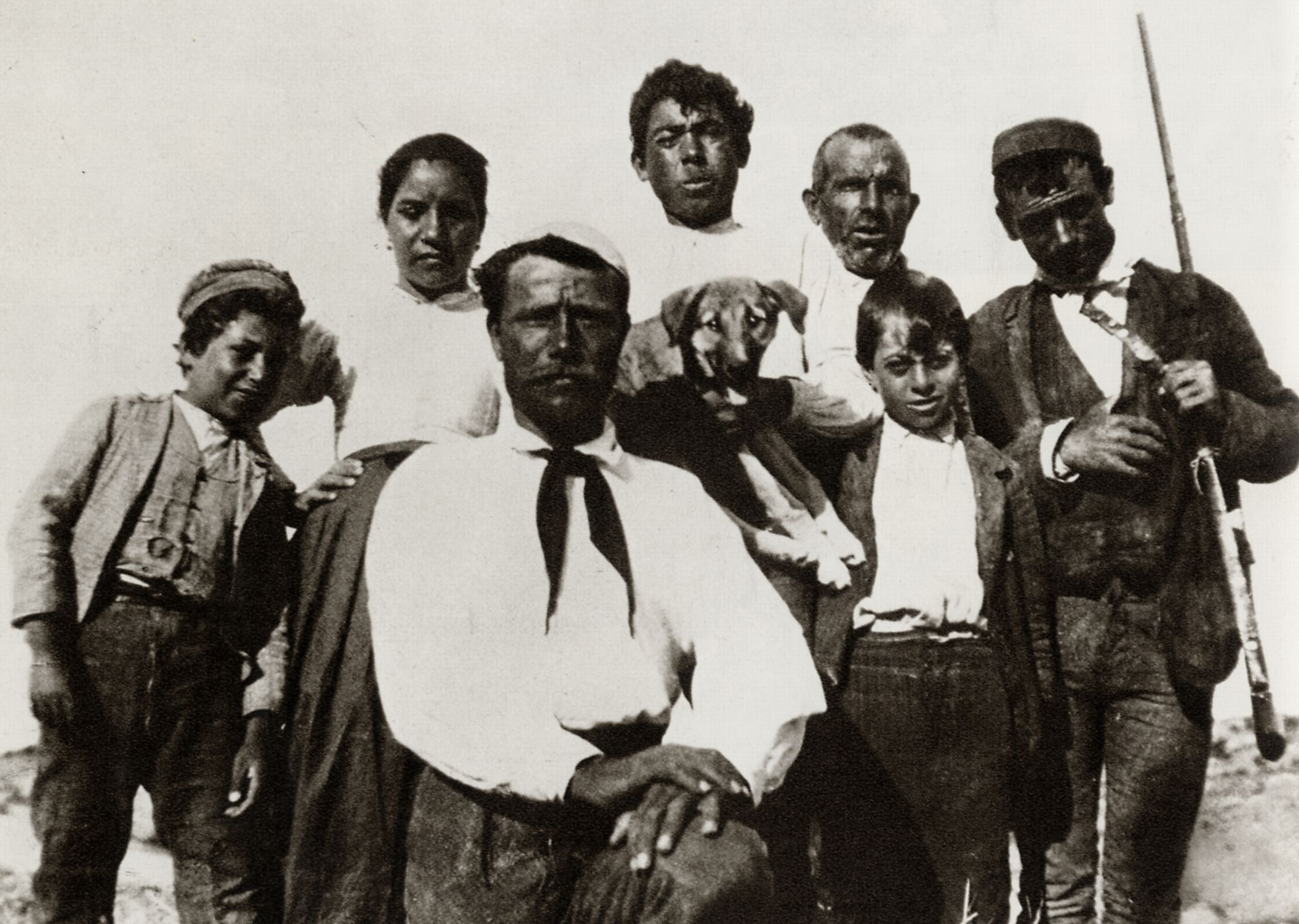

## Œuvres traduites en français
- La Louve, traduit par Michel Arnaud, L'Avant-scène, n° 340, 1965.
- Nouvelles siciliennes, traduit par Béatrice Haldas, Denoël, 1976.
- Drames intimes, traduit par Marguerite Pozzoli, Actes Sud, 1987.
- Les Malavoglia,  traduit par Maurice Darmon, Gallimard-L’arpenteur, 1988.
- Mastro-don Gesualdo, par Maurice Darmon, Gallimard-L’Arpenteur, 1991.
- La Soufrière, traduit par Maurice Darmon, L’Horizon chimérique, 1991.
- Don Candeloro et sa troupe, par Maurice Darmon, Actes-Sud, 1994.
- Giovanni Verga (trad. Gérard Luciani), "Cavalleria rusticana" et autres nouvelles, Paris, Gallimard, coll. « Folio/bilingue », 1996, 309 p. (ISBN 2070394409, OCLC 829246672)
- La Louve et Nedda, livre+CD (Audio), éditions des Femmes, 2006.
- "Cavalleria rusticana et autres nouvelles siciliennes", Traduit par : Béatrice Haldas,  Edition Les Belles Lettres, 2013